# Горьковка (Тюменская область)
Горьковка — село в Тюменском районе Тюменской области России. Административный центр и единственный населённый пункт Горьковского муниципального образования.

## География
Село находится на юго-западе Тюменской области, в пределах юго-западной части Западно-Сибирской низменности, при железнодорожной линии Екатеринбург — Тюмень, на расстоянии примерно 9 километров (по прямой) к западу от города Тюмени, административного центра области и района. Абсолютная высота — 113 метров над уровнем моря.

### Климат
Климат резко континентальный, с холодной продолжительной зимой и тёплым относительно коротким летом. Среднегодовая температура — 0,7 °C. Средняя температура воздуха самого холодного месяца (января) — −17,2 °C (абсолютный минимум — −46 °C); самого тёплого месяца (июля) — 17,8 °C (абсолютный максимум — 39 °С). Безморозный период длится 121 день. Среднегодовое количество атмосферных осадков составляет 470 мм, из которых 365 мм выпадает в тёплый период. Продолжительность залегания снежного покрова составляет в среднем 151 день.

## История
В 1928 году переселенцами из Чувашии была организована сельскохозяйственная артель имени Рыкова, а образованный посёлок назвали выселком Рыковский. В 1936 году, после того как Алексей Рыков был объявлен врагом народа, выселок был переименован, в честь писателя Максима Горького, в Горьковку.

## Население
| 2010  | 2012  | 2013  | 2014  | 2015  | 2016  | 2017  |
| ----- | ----- | ----- | ----- | ----- | ----- | ----- |
| 2396  | ↘2390 | ↗2418 | ↗2533 | ↗2638 | ↗2724 | ↗2732 |
| 2018  | 2019  | 2020  | 2021  |       |       |       |
| ↗2827 | ↗2886 | ↗2951 | ↗3331 |       |       |       |

### Половой состав
По данным Всероссийской переписи населения 2010 года в половой структуре населения мужчины составляли 47,7 %, женщины — соответственно 52,3 %.

### Национальный состав
Согласно результатам переписи 2002 года, в национальной структуре населения русские составляли 84 % из 2009 чел.